# Quem Roubou Meu Samba?
Quem Roubou Meu Samba? é um filme brasileiro de 1959, do gênero comédia musical, dirigido por José Carlos Burle e Hélio Barroso para a Cinedistri. Nos números musicais, muitos sambistas e artistas carnavalescos de renome da época como Angela Maria, Virginia Lane, Trio Irakitan, Marlene e Germano Mathias

## Elenco principal
- Ankito...Leovigildo "Coruja"
- Maria Vidal...Aurora
- Nancy Wanderley...Iolanda
- Aurélio Teixeira...Secundino
- Pituca...Terrinha
- Humberto Catalano ...Tancredo
- Darcy Coria ...  Gilda
- Francisco Dantas ...Dr.Ranulfo
- Chuvisco...Atanásio Cruz
- Wilson Grey...paciente

## Sinopse
O compositor de sambas Atanásio Cruz assina contratos com duas gravadoras rivais e desaparece. Logo após os donos das gravadoras descobrem a sua malandragem. Seu amigo e detetive atrapalhado Leovegildo é contratado pela dona da Gravadora Aurora para ir atrás dele no Morro da Navalhada. O desonesto Tancredo, da Gravapan, envia Secundino e outros capangas também atrás do compositor. Na confusão que se segue, Atanásio perde a memória e vai para o hospital onde trabalha Iolanda, a namorada de Leovegildo. Os capangas de Secundino não desistem e raptam Atanásio do hospital, mas são seguidos por Leovegildo.